# NGC 3204
NGC 3204 est une galaxie spirale barrée située dans la constellation du Lion. NGC 3204 a été découverte par l'astronome britannique John Herschel en 1827.

## Caractéristiques
Sa vitesse par rapport au fond diffus cosmologique est de 5 256 ± 21 km/s, ce qui correspond à une distance de Hubble de 77,5 ± 5,4 Mpc (∼253 millions d'al).
À ce jour, deux mesures non basées sur le décalage vers le rouge (redshift) donnent une distance de 99,900 ± 1,556 Mpc (∼326 millions d'al), ce qui est à l'extérieur des valeurs de la distance de Hubble. Notons que c'est avec la valeur moyenne des mesures indépendantes, lorsqu'elles existent, que la base de données NASA/IPAC calcule le diamètre d'une galaxie et qu'en conséquence le diamètre de NGC 3204 pourrait être d'environ 33,8 kpc (∼110 000 al) si on utilisait la distance de Hubble pour le calculer.
La classe de luminosité de NGC 3204 est II et elle présente une large raie HI.